# Ernie Adams (Fußballspieler, 1922)
Ernest William „Ernie“ Adams (* 3. April 1922 in Willesden; † 28. September 2009 in Hertford) war ein englischer Fußballspieler.

## Karriere
Der kleingewachsene Flügelspieler kam Anfang 1945 zu Preston North End und zog im März 1947 weiter zum FC Fulham. Im September 1947 schloss er sich den Queens Park Rangers an, für die er beim Gewinn der Drittliga-Meisterschaft der Saison 1947/48 in der Spätphase zu zwei Einsätzen kam. In der folgenden Spielzeit in der Second Division kam er zu drei weiteren Einsätzen, 1952 verließ er QPR. Adams spielte fortan im Non-League football, zunächst drei Jahre für Betteshanger Colliery Welfare und in der Folge je eine Spielzeit für Ashford Town, den FC Dover und den FC Margate, allesamt Klubs der Kent League. Ab 1958 setzte er seine Laufbahn bei Clacton Town in der Southern League fort.